# Prionostemma panama
Prionostemma panama is een hooiwagen uit de familie Sclerosomatidae.